# Phyllis Nicolson
Phyllis Nicolson (Macclesfield, 21 de setembro de 1917 — Sheffield, 6 de outubro de 1968) foi uma matemática britânica.
É conhecida por seu trabalho sobre o método de Crank–Nicolson, juntamente com John Crank.
Com o nome de solteira Phyllis Lockett, nasceu em Macclesfield. Graduada com o título de B.Sc. em 1938, pela Universidade de Manchester, com M.Sc. em 1939 e um Ph.D. em física em 1946. Casou com Malcolm Nicolson, também um físico, em 1942; após sua morte em um acidente de trem em 1951 casou com o também físico Malcolm McCaig.